# Sehnsucht (1990)
Sehnsucht ist ein Spielfilm der DEFA von Jürgen Brauer aus dem Jahr 1990 nach der Novelle Der Kirschbaum von Jurij Koch aus dem Jahr 1984.

## Handlung
Sieghart ist ein Wasserbauingenieur, der in der Lausitz eine wissenschaftliche Probebohrung leitet. Eines Tages fährt er sich, an einem Gewitterabend, mit seinem Geländewagen fest und sucht Schutz in einem abgelegenen Bauerngehöft. Hier, in einer idyllischen Ursprünglichkeit, wird er von Ena, einer jungen Bäuerin und ihrem Verlobten Mathias, der gerade zu Besuch ist, bis zum nächsten Morgen aufgenommen. Als er aus seinem Gästezimmer noch einmal in die Wohnstube tritt, sieht er die beiden vor einer im Schrank versteckten kleinen Götzenfigur stehen und geht anschließend wieder zu Bett. Sieghart hat sich sofort in Ena verliebt und gesteht ihr seine Zuneigung bei den nächsten Zusammentreffen. Doch Ena möchte sich nicht auf das Abenteuer einlassen und bittet Mathias, sie so schnell wie möglich zu heiraten.
Am Vorabend ihrer Hochzeit, dem Polterabend, vermag sie ihre Liebe an Sieghart aber nicht zu verbergen. Mathias bleiben diese Gefühle nicht verborgen und er lädt die beiden zu einer Kutschfahrt ein, bei der er das Tempo ständig erhöht. An einem naheliegenden See zerschellt die Kutsche und die Insassen werden in das Wasser geschleudert. Mathias bleibt für immer verschollen.
Ena heiratet Sieghart und als er eine Berufung zu einem Internationalen Wasserbau-Institut nach Paris erhält, folgt sie ihm. Doch ihr Mann ist beruflich so stark eingebunden, dass er immer seltener Zeit für Ena hat und es ihr allein in ihrem Hotelzimmer zu langweilig wird. Sie geht sehr viel durch die Stadt spazieren, Einsam und innerlich leer, verliert sie sich in Tagträumen sowie Erinnerungen, sehnt sich nach Mathias und findet keine Ruhe. Als sie dann noch ihre kleine Götzenfigur in einem Schaufenster zum Verkauf stehend sieht, ergibt sie sich ihrer Sehnsucht und flieht wieder nach Hause an den See des Geschehens, um ihn dort endlich vergessen zu können.

## Produktion
Für das Szenarium war Jurij Koch verantwortlich, der bereits die literarische Vorlage schrieb und die Dramaturgie lag in den Händen von Andreas Scheinert sowie Manfred Hocke. Zu den Drehorten gehörte u. a. Ostro.
Sehnsucht wurde vom DEFA-Studio für Spielfilme (Künstlerischen Arbeitsgruppe „Johannisthal“) auf ORWO-Color gedreht und hatte am 30. Mai 1990 im Berliner Kino International Premiere.

## Kritik
Henryk Goldberg fand im Filmspiegel, dass es sich hier eigentlich um zwei Filme handelt. Der eine findet im Sorbischen statt und ist sehr schön, sehr poetisch, der andere, in Paris, ist hilflose Angestrengtheit.
Das Lexikon des internationalen Films schrieb, dass dieser Film ein ganz auf den Gegensatz zwischen idyllischer Ursprünglichkeit und einer als bedrohlich empfundenen Veränderung konzentriertes Drama mit einem elegisch-resignativen Unterton ist. Interessant ist er angesichts der gesellschaftlichen Befindlichkeit, innerhalb der der Film entstand, aber voller formaler Klischees und gestelzter Dialoge.